# James Halyburton of Pitcur
James Halyburton of Pitcur (* vor 1681; † vor 1755) war ein schottisch-britischer Politiker.

## Leben
Seine Familie stammte von einem jüngeren Sohn des High Treasurers of Scotland Sir Walter Haliburton († 1447) ab und war seit 1433 im Besitz der Gutsherrschaft Pitcur bei Blairgowrie im heutigen Perth and Kinross. Er war der einzige Sohn des David Halyburton of Pitcur († 1689) aus dessen Ehe mit Agnes Wedderburn. Sein Vater hatte nach der Glorious Revolution auf der Seite der Jakobiten gekämpft und war 1689 in der Schlacht bei Killicrankie gefallen, weshalb er geächtet und seine Ländereien von der Krone eingezogen worden war. James Halyburton erwirkte 1700, dass die Ächtung widerrufen und ihm die Ländereien in Pitcur einschließlich des Familiensitzes Hallyburton House zurückerstattet wurden.
Er war von 1702 bis 1707 als Abgeordneter für Forfarshire Mitglied des schottischen Parlaments. Bei Gründung des Königreichs Großbritannien wurde er 1707 Mitglied des neuen britischen Unterhauses. Zur Unterhauswahl von 1708 trat er nicht an und schied aus dem Parlament aus.
1707 heiratete er in erster Ehe Catherine Hall, Tochter des Sir John Hall, 1. Baronet. In zweiter Ehe heiratete er 1709, Mary Drummond, Tochter des George Drummond, Gutsherr von Blair Drummond. Er hatte einen Sohn, James Halyburton († 1765), und aus zweiter Ehe eine Tochter, Agatha Halyburton (1711–1748), die James Douglas, 14. Earl of Morton, heiratete.
Sein Todesjahr ist unklar. Laut Familienaufzeichnungen verstarb er bereits um 1742/43, sein einziger Sohn James Halyburton trat allerdings erst im Juli 1755 sein Erbe als Gutsherr von Pitcur an.